# オルペウス教

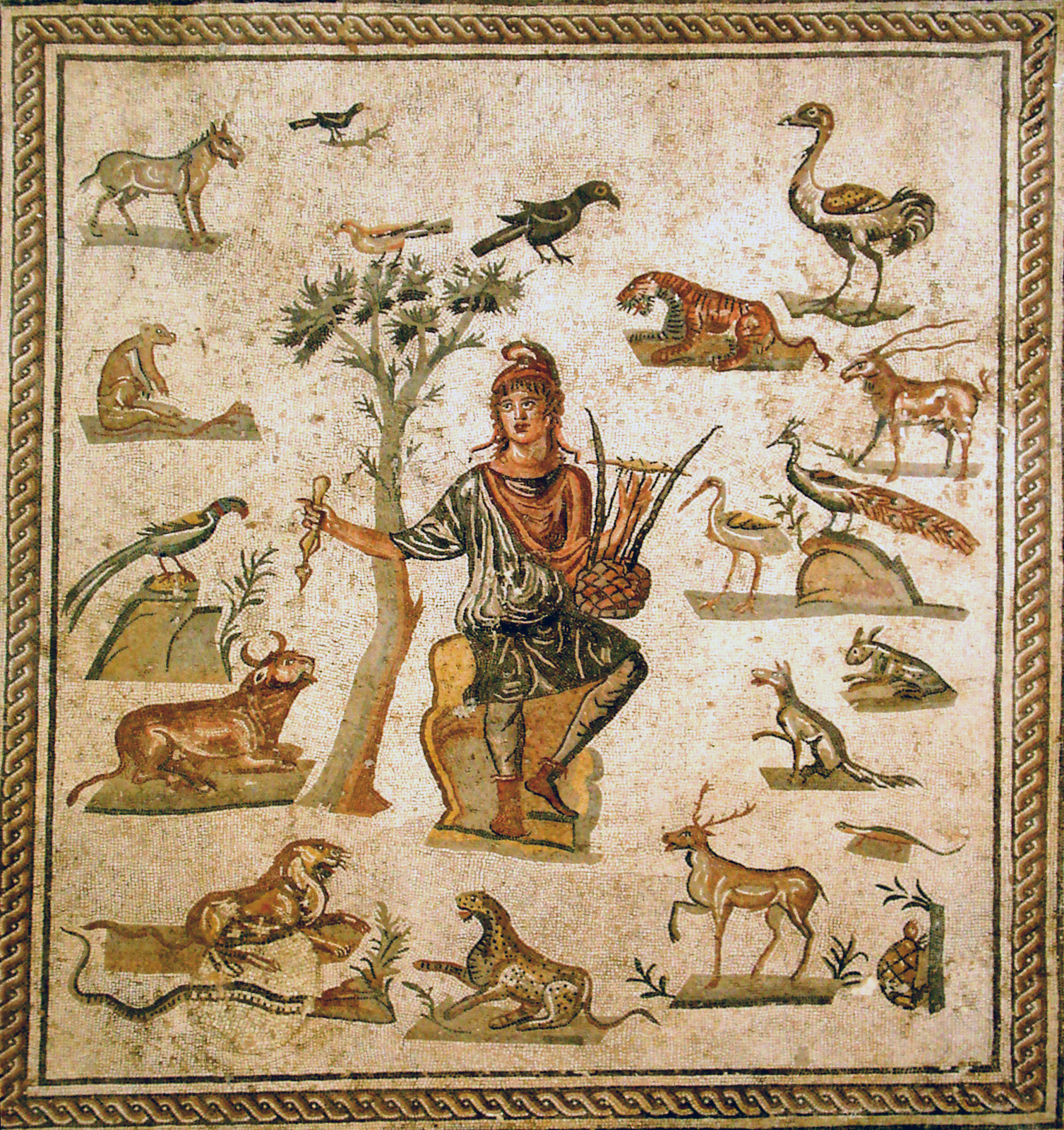
動物たちに竪琴を奏でるオルペウスのモザイク画。ローマ美術で度々画題になった。

オルペウス教（英語: Orphism）は、古代ギリシアの宗教の一派。オルフェウス教とも。
オルペウスが伝えたとされる特殊なギリシア神話（パネスやザグレウスが登場する創造神話）を信じ、輪廻転生や魂の浄化を説いた。明確な教団組織を持たず、密儀や禁欲生活を主な活動とした。
関連する宗教にディオニュソス教（バッコス崇拝）・エレウシスの秘教・ピュタゴラス教がある。プラトンの哲学にも影響を与えた。
前6世紀から後5世紀ごろまで活動したが、現存する資料の少なさ等から、実態は不明な点が多い。20世紀以降、デルヴェニ・パピルスや黄金板といった考古資料によって研究が進展している。

## 教義
人間や動物には魂 （プシューケー） がある。肉体の死後も、魂は生き続ける（霊魂の不死、霊魂の神性）。魂は冥界に行き、生前の記憶を忘却した後、新たな肉体に入る（輪廻転生、メテンプシューコーシス）。
魂にとって、肉体は牢獄・墓のようなものである（厭世主義、ソーマ＝セーマ説）。密儀や戒律に従った生活をすれば、魂の神性が回復され、輪廻から解脱できる。

## 特色
一般的な古代ギリシアの宗教と比較して、オルペウス教の特徴とされる点は以下の通りである。
- 人間の霊魂は神性および不死性を有するにもかかわらず、輪廻転生（悲しみの輪）により肉体的生を繰り返す運命を負わされている、という教義。
- 「悲しみの輪」からの最終的な解脱、そして神々との交感を目的として、秘儀的な通過儀礼（入信儀式）および禁欲的道徳律を定めていた点。
- 生前に犯した特定の罪に対し、死後の罰則を警告した点。
- 教義が、神と人類の起源に関する神聖な書物に基づいている点。

## 資料
ギリシア人一般あるいはギリシア神話は、死後の世界に対する興味をそれほど示していない。この点でオルペウス教は特殊であり、そのため研究者の間には死後について言及をオルペウス教の影響に帰する傾向が存在した。しかしオルペウスのものとされる書物や教義は、早くにはヘロドトス、エウリピデス、プラトンなどの言及により確認されるものの、確とした宗教として言及されるのは比較的後代となる。このような極端な懐疑論を取る研究者は少なく、また近年のデルヴェニ・パピルスや黄金板などの発見により、懐疑論はいくらか勢いが弱まったものの、いつの時代から、どの程度の影響力を持っていたのかについては研究者の間にコンセンサスは存在しない。
「オルペウス教」という呼称は、近代の学者が作った呼称である。資料中では「オルペウスの人々」「オルペウス秘儀伝授者」（古希: Ὀρφεοτελεσταί）といった表現が使われている。

## 神話
参照: オルペウス#オルペウスの詩と儀礼（英語版）
オルペウスが伝えたとされる創造神話は、ヘシオドスの『神統記』に範をとる系譜的な神話詩によって語られていたようである。この神話は近東諸国の神話の影響を受けた可能性もある。
オルペウス教に特徴的な人間の本質の起源を語る物語は以下のとおりである。: ゼウスとペルセポネの息子であり、かつザグレウスの霊魂の顕身であるディオニュソスは、ティタン族により殺害され、その身を茹でられた。だが、ヘルメスがザグレウスの心臓を奪いかえし、怒ったゼウスがティーターン族に稲妻を浴びせかけた。 その結果、ディオニュソスの体の灰とティタンの体の灰が混じりあい、その灰から罪深き「人類」が生まれた。そのため、ディオニュソス的要素から発する霊魂が神性を有するにもかかわらず、 ティタン的素質から発した肉体が霊魂を拘束することとなった。すなわち、人間の霊魂は「再生の輪廻（因果応報の車輪）」に縛られた人生へと繰り返し引き戻されるのである。
ディオニュソスの心臓は一時、ゼウスの脚に縫い込まれた。その後ゼウスは、死を免れえない人間の女性であるセメレの母胎に、生まれ変わったディオニュソスを宿させることとした。
以上の物語が、以下の文献にて散発的に引用言及されている。
- 『プロトゴノスの神統記』（約紀元前500年頃成立。散逸）。デルヴェニ・パピルスにその影響が見出しうる。
- 『エウデモスの神統記』（紀元前5世紀に成立。散逸）。バッコス信仰およびクレテス信仰を混合した文献。後世のダマスキオスの報告を通して知られる。
- 『ラプソーディアイ』（ヘレニズム時代に成立。それ以前の詩編も収録。散逸）。後世のアテナゴラスやダマスキオスの報告を通して知られる。
- 『オルペウス賛歌』
- 『オルペウス教のアルゴナウティカ』

ロドスのアポロニオス『アルゴナウティカ』にも、オルペウスが創造神話を語る箇所があるが、そちらはオルペウス教的ではない。オルペウスの有名な「冥界下り」は、オルペウス教とあまり関係ない。

## 死後の救済

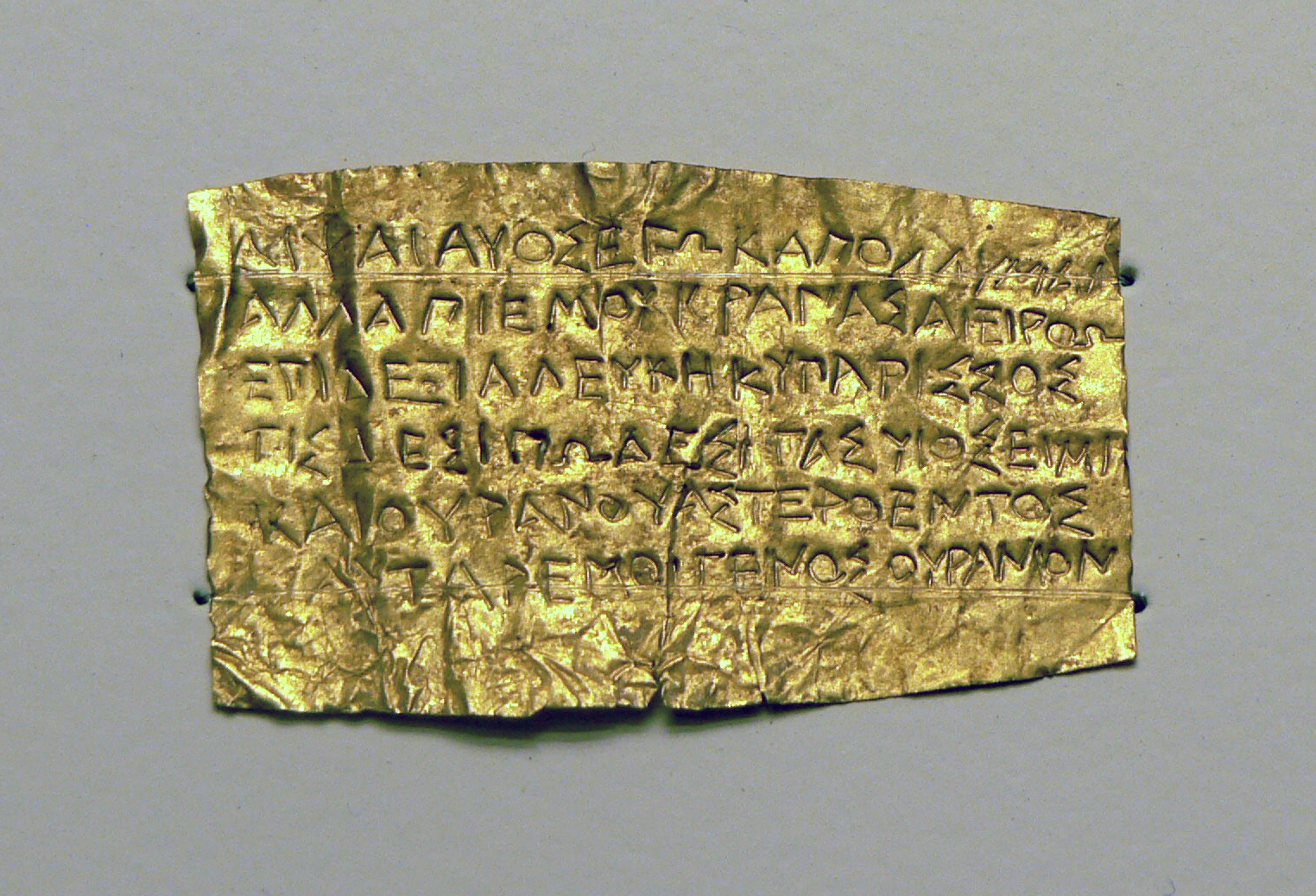
オルペウス教の黄金板

近年発見された黄金板や骨製のタブレットに記された碑文からディオニュソスの死と蘇生にまつわるオルペウス神話と、来世における祝福への信仰との関連性が読み取られる。オルビアで発見された骨製のタブレット（紀元前5世紀） には、以下のような短く謎めいた銘文が刻まれている。「生、死、生、真実、ディオ（ニュソス）、オルペウス」。 これら骨製のタブレットの用途はまだ解明されていない。
トゥリオイ、ヒッポニウム（現在のヴィボ・ヴァレンツィア）、テッサリアおよびクレタ島の墳墓から発見された黄金板（最古のものは紀元前4世紀）には、以下のような死者への教えが記されている。
冥界に降りたとき、レテの水（忘却）ではなく、ムネモシュネの泉の水 (記憶)を飲むように気をつけなくてはならない。そして、番人に次のように告げなくてはならない。「私は大地と星空の息子です。喉が渇いたので、ムネーモシュネーの泉から何か飲むものを私にください。」
さらに、他の黄金版にはこう書かれている。
さあ、今や貴方は死んだ。そして、三度祝福される今日、生誕した。ペルセポネに告げよ。まさしくバッコス自らが、あなたを救済したのだ、と。

## ピュタゴラス教団との関連
オルペウス教の教義および儀礼には、 ピュタゴラス教団のものとの類似点が見られる。 しかし、一方がもう一方にどれほどの影響を与えたかを断言するには、史料はいまだ少ない。

## 関連文献

### 日本語
- アンリ・ジャンメール 著、小林真紀子；福田素子；松村一男；前田寿彦 訳『ディオニューソス バッコス崇拝の歴史』言叢社、1991年。ISBN 978-4905913405。
- レナル・ソレル 著、脇本由佳 訳『オルフェウス教』白水社〈文庫クセジュ〉、2003年。ISBN 978-4560058633。
- ジャン=クロード・ベルフィオール 著、金光仁三郎 監訳『ラルース ギリシア・ローマ神話大事典』大修館書店、2020年。ISBN 9784469012897。
- 伊藤博明「マルシリオ・フィチーノにおける音と音楽(2)」『人文科学年報』第51号、専修大学人文科学研究所、2021年。 NAID 120007034864。
- 北嶋美雪「オルペウス教 : プラトンの宗教思想解明の手掛かりとしての(1)」『研究年報』第42号、学習院大学文学部、1996年。CRID 1050564287965323648
- 北嶋美雪「オルペウス教 : プラトンの宗教思想解明の手掛かりとしての(2)」『研究年報』第43号、学習院大学文学部、1997年。CRID 1050282812988614912
- 國方栄二『プラトンのプラトニック・ラブ』京都大学学術出版会、2025年。ISBN 9784814005888。
- 齋藤安潔『プラトン宗教思想研究 哲学的神学の誕生』名古屋大学 博士論文、2012年。 NAID 500001222664。
- 齊藤安潔「古典期オルペウス教の概要(1)」『西洋古典研究会論集』第22号、西洋古典研究会事務局、2013年。 NAID 40019759808。
- 齊藤安潔「古典期オルペウス教の概要(2)」『西洋古典研究会論集』第23号、西洋古典研究会事務局、2014年。 NAID 40020177007。
- 桜井万里子 著「エレウシスの秘儀とオルフェウスの秘儀」、深沢克己；桜井万里子 編『友愛と秘密のヨーロッパ社会文化史 古代秘儀宗教からフリーメイソン団まで』東京大学出版会、2010年。ISBN 9784130261388。
- 筒井賢治「アテナゴラスにおける「オルフェウス教」伝承」『西洋古典学研究』第60号、日本西洋古典学会、2012年。CRID 1390282680766069760
- 中村亮二「オルフェウスの死」『表現学』第9号、大正大学表現学部表現文化学科、2023年。CRID 1050577851219987328
- 松原國師『西洋古典学事典』京都大学学術出版会、2010年。ISBN 9784876989256。
- 三浦要 訳「オルペウス」『ソクラテス以前哲学者断片集 第I分冊』岩波書店、1996年。ISBN 9784000920919。

### 日本語以外
- Albinus, Lars. 2000. The House of Hades. Aarhus.
- Betegh, Guthrie. 2006. The Derveni Papyrus. Cosmology, Theology and Interpretation. Cambridge.
- Burkert, Walter. 2004. Babylon, Memphis, Persepolis: Eastern Contexts of Greek Culture. Cambridge, MA.
- Graf, Fritz. 1974. Eleusis und die orphische Dichtung Athens. Berlin, New York
- Guthrie, W. K. C. 1952. Orpheus and Greek religion. London.
- Pugliese Carratelli, Giovanni. 2001. Le lamine doro orfiche. Milano.
- West, Martin L. 1983. Orphic Poems. Oxford.
- Parker, Robert. 1995. "Early Orphism". In The Greek World, Anton Powell (ed.).